# Policy of Truth
Policy of Truth è un singolo del gruppo musicale britannico Depeche Mode, pubblicato il 7 maggio 1990 come terzo estratto dal settimo album in studio Violator.
Il brano è stato inserito nella raccolta The Singles 86-98 e in versione remixata in Remixes 81-04.

## Video musicale
Il video che accompagna l'uscita del singolo è stato diretto da Anton Corbijn dove si vedono due ragazze che hanno storie d'amore con i membri del gruppo.

## Interpretazioni
Il brano è stato oggetto di cover: Terry Hoax, Trapt, Disown, Rublood.

## Tracce
Testi e musiche di Martin Lee Gore.
1. Policy of Truth (Single Version) – 5:05
2. Kaleid (Single Version) – 4:17

## Formazione
Hanno partecipato alle registrazioni, secondo le note di copertina di Violator:
Gruppo
- Alan Wilder – strumentazione, voce
- David Gahan – voce principale, strumentazione
- Andrew Fletcher – strumentazione, voce
- Martin Gore – strumentazione, voce

Produzione
- Depeche Mode – produzione
- Flood – produzione
- François Kevorkian – missaggio
- Pino Pischetola – ingegneria del suono
- Peter Iversen – ingegneria del suono
- Steve Lyon – ingegneria del suono
- Goh Hotoda – ingegneria del suono
- Alan Gregorie – ingegneria del suono
- Dennis Mitchell – ingegneria del suono
- Phil Legg – ingegneria del suono
- Daryl Bamonte – assistenza tecnica
- Dick Meaney – assistenza tecnica
- David Browne – assistenza tecnica
- Mark Flannery – assistenza tecnica
- Ricky – assistenza tecnica
- Anton Corbijn – copertina
- Area – copertina

## Classifiche
| Classifica (1990)                 | Posizione massima |
| --------------------------------- | ----------------- |
| Belgio (Fiandre)                  | 21                |
| Canada                            | 14                |
| Finlandia                         | 5                 |
| Francia                           | 31                |
| Germania                          | 7                 |
| Irlanda                           | 11                |
| Italia                            | 7                 |
| Paesi Bassi                       | 37                |
| Regno Unito                       | 16                |
| Spagna                            | 7                 |
| Stati Uniti                       | 15                |
| Stati Uniti (alternative)         | 1                 |
| Stati Uniti (dance club)          | 2                 |
| Stati Uniti (dance singles sales) | 9                 |
| Svezia                            | 20                |
| Svizzera                          | 12                |